# Arabian Gulf Rugby Football Union
Arabian Gulf Rugby Football Union – były związek sportowy, działający na terenie zrzeszonych w Radzie Współpracy Zatoki Perskiej państw (Arabii Saudyjskiej, Bahrajnu, Kataru, Kuwejtu, Omanu i Zjednoczonych Emiratów Arabskich), posiadający osobowość prawną, będący prawnym reprezentantem rugby 15-osobowego i 7-osobowego w tych krajach, zarówno wśród mężczyzn, jak i kobiet we wszystkich kategoriach wiekowych w kraju i za granicą. Siedziba organizacji znajdowała się w Dubaju.
Jego początki sięgają roku 1974, kiedy to reprezentanci klubów z tych krajów postanowili zawiązać związek rugby. Statut AGRFU z 1979 wymieniał jako członków założycieli kluby z ZEA (Abu Dhabi, Dubai Exiles, Ras Al Khaimah, Sharjah Wanderers), Bahrajnu (Bahrain Rugby Football Club), Kataru (Doha Rugby Union Club) i Arabii Saudyjskiej (Dhahran). Organizacja oficjalnie powstała w 1987 r., członkiem IRB została w 1990, a członkiem ARFU w 1999.
W styczniu 2009 IRB ogłosił dwuletni plan zlikwidowania AGRFU i stworzenia w jego miejsce narodowych związków rugby. Takie związki bowiem mogą liczyć na dofinansowanie działalności zarówno ze strony IRB, jak i miejscowych rządów, a także, w związku z włączeniem rugby do programu olimpijskiego, na dotacje ze strony miejscowych komitetów olimpijskich. Kolejną przesłanką była konieczność przygotowania tych państw do wystawienia reprezentacji narodowych w eliminacjach do olimpijskiego turnieju rugby – zawodnicy tam startujący będą musieli legitymować się paszportem danego kraju, a to ekspatrianci stanowili większość kadry Zatoki Perskiej.
AGRFU był organizatorem m.in. Dubai Sevens, jednego z turniejów rugby siedmioosobowego zaliczanych do klasyfikacji IRB Sevens World Series.
Zgodnie z ustaleniami AGRFU przestał istnieć 31 grudnia 2010 roku. Obecnie pod nazwą Gulf Rugby LLC koordynuje międzypaństwowe rozgrywki ligowe tych krajów.